# Angola Avante
Angola Avante (Înainte Angola) este imnul național al Angolei. A fost scris de Manuel Rui Alves Monteiro (1941-) și compus de Rui Alberto Vieira Dias Mingas (1939-). A fost adoptat în 1975, odată cu independența față de Portugalia. 